# Buis van Crookes

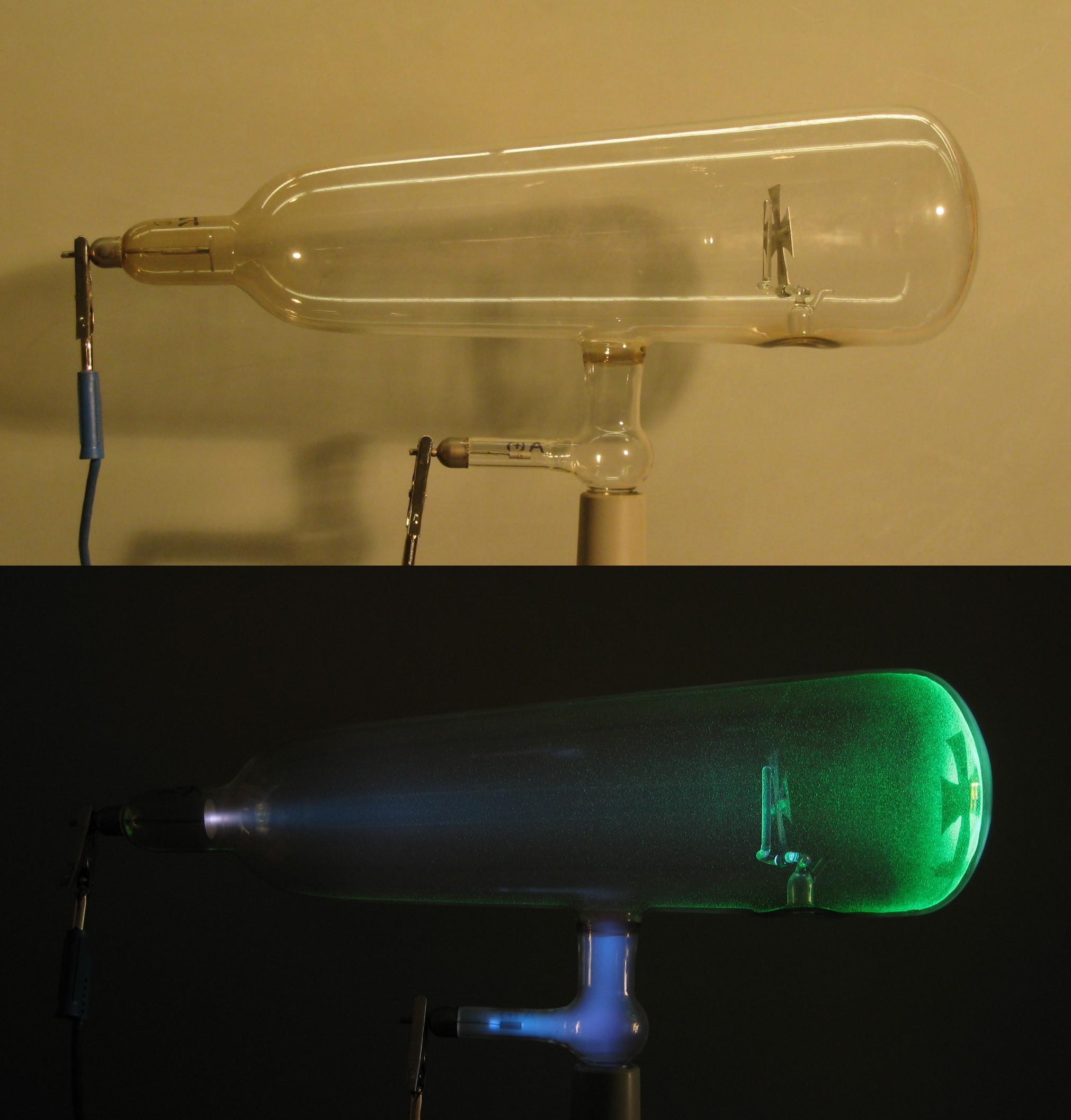
Een buis van Crookes: onder verlicht. Elektronen (kathodestralen) reizen in een rechte lijn van de kathode (links) naar de rechterzijde glazen voorzijde van de buis die door de aangebrachte fosforescerende laag oplicht. De anode is de elektrode in de bodem.

De buis van Crookes of crookesbuis is een geëvacueerde glazen, conusvormige buis waarmee men de "looprichting" van kathodestralen kan demonstreren. Deze gasontladingsbuis werd eind negentiende eeuw gemaakt door de Brit William Crookes, op basis van de geisslerbuis.

## Werking
Crookes ontwikkelde de naar hem genoemde buis om de lichtgevende effecten te onderzoeken die werden waargenomen in de geisslerbuis. Een vacuüm gezogen langwerpige buis, voorzien van een anode en een kathode, is aan de binnenzijde voorzien van fosforescerend materiaal. Onder invloed van een  elektrisch veld tussen de negatieve kathode en de positieve anode zal dit materiaal oplichten aan de zijde van de anode. Het opgloeien van het fosforescerend materiaal werd volgens Crookes veroorzaakt door wat hij kathodestralen noemde, onzichtbare straling afkomstig van de negatieve kathode. Tegenwoordig is bekend dat kathodestralen uit de negatief geladen elektronen bestaan.
De buis van Crookes is veelal voorzien van een beweegbaar Maltezer kruis van metaal dat, als het rechtop staat, een schaduw werpt in het oplichtende scherm. Daarnaast bewees Crookes dat hij met een magneet de richting van de kathodestralen kon beïnvloeden. Hoewel de buis van Crookes alleen voor experimentele doeleinden wordt gebruikt, was de ontwikkeling ervan een belangrijke stap tot de latere uitvinding van zowel de röntgenbuis (Röntgen, 1895) als van de kathodestraalbuis.